# Маркетфілд-стріт
Маркетфілд-стріт (англ. Marketfield Street) — короткий односторонній провулок довжиною в один квартал у фінансовому районі Мангеттена, Нью-Йорк. Вулиця починається як південне відгалуження Бівер-стріт, потім повертає на схід і північ, закінчуючись на Брод-стріт. Альтернативні минулі назви включають Ексчендж-стріт, Філд-стріт, Філдмаркет-стріт, Облік-роуд та Петтікот-лейн.
Назва Маркетфілд-стріт є перекладом з голландської. Спочатку вулиця пролягала до голландського ринку худоби Марктвельдт, розташованого неподалік від теперішнього Баттері парку, який тоді був поза межами міста. Ринок працював з 1638 по 1647 рік. У 1641 році генерал-губернатор Нових Нідерландів Віллем Кіфт відкрив там перший у колонії ринок великої рогатої худоби.
До 1680 року на Маркетфілд-стріт жили переважно бідні люди. У 1688 році там була побудована перша в місті церква французьких гугенотів.